# Natri ethoxide
Natri ethoxide là một hợp chất hữu cơ với công thức hóa học C2H5ONa, viết tắt: NaOEt. Hợp chất này tồn tại dưới dạng bột màu trắng đến hơi vàng, dễ phản ứng với nước nhưng tan được trong dung môi phân cực như etanol. Nó thường được dùng như một base mạnh.

## Điều chế
Có rất ít quy trình điều chế dạng rắn khan. Thay vào đó chất này thường được điều chế trong dung môi etanol. Nó có mặt trên thị trường dưới dạng dung dịch với etanol. Điều chế nó dễ dàng trong phòng thí nghiệm bằng cách cho natri kim loại tác dụng cồn tuyệt đối:
2C2H5OH + 2Na → 2C2H5ONa + H2↑
Một phương pháp thay thế khác rẻ tiền hơn, đó là phản ứng của natri hydroxide với etanol khan. Phản ứng này không chuyển hóa hoàn toàn thành alkoxit, nhưng áp dụng ít nghiêm ngặt hơn, điều kiện không quan trọng. Sản phẩm muối có thể được tinh chế bằng cách cho kết tủa trong axeton khan.

## Phản ứng
Dạng rắn từ từ bị xỉn màu khi bảo quản trong không khí khô vì bị oxy hóa. Trong không khí ẩm, nó bị thủy phân nhanh chóng sinh ra natri hydroxide. Sự chuyển hóa không rõ ràng và mẫu NaOEt có thể lẫn với NaOH. 
Natri ethoxide thường dùng trong phản ứng ngưng tụ Claisen và tổng hợp este malonat. Natri ethoxide có thể hoặc khử proton tại vị trí α của phân tử este, tạo ra một phân tử enolat, hoặc phân tử este có thể trải qua một quá trình thế nucleophin gọi là phản ứng trao đổi este (transesterification). Nếu chất khởi đầu là một etyl este, quá trình trao đổi este sẽ coi như không xảy ra vì sản phẩm trùng với chất khởi đầu. Trong thực tiễn, hỗn hợp dung môi cồn/alkoxit phải khớp với thành phần alkoxy của este tham gia phản ứng để giảm thiểu số sản phẩm phụ.
Nhiều alkoxit được điều chế bởi phản ứng trao đổi với natri ethoxide.

## An toàn
Natri ethoxide là một base mạnh và do đó có tính ăn mòn.